# Frullania baerlocheri
Frullania baerlocheri là một loài Rêu trong họ Jubulaceae. Loài này được J. Heinrichs, Reiner-Drehwald, K. Feldberg, von Konrat, Hentschel, Váňa & A. R. Schmidt mô tả khoa học đầu tiên năm 2012.